# Ochavo de Prádena
El ochavo de Prádena es una división administrativa castellana de origen medieval perteneciente a la Comunidad de Villa y Tierra de Sepúlveda.
Los ochavos son una división administrativa que, en un principio, equivalían a la octava parte de un territorio determinado, generalmente comprendían una parte del término rural dependiente de una villa, rigiéndose en este caso por el Fuero de Sepúlveda.
Entre sus principales atribuciones actuales está la de gestionar el Monte del Matariego.

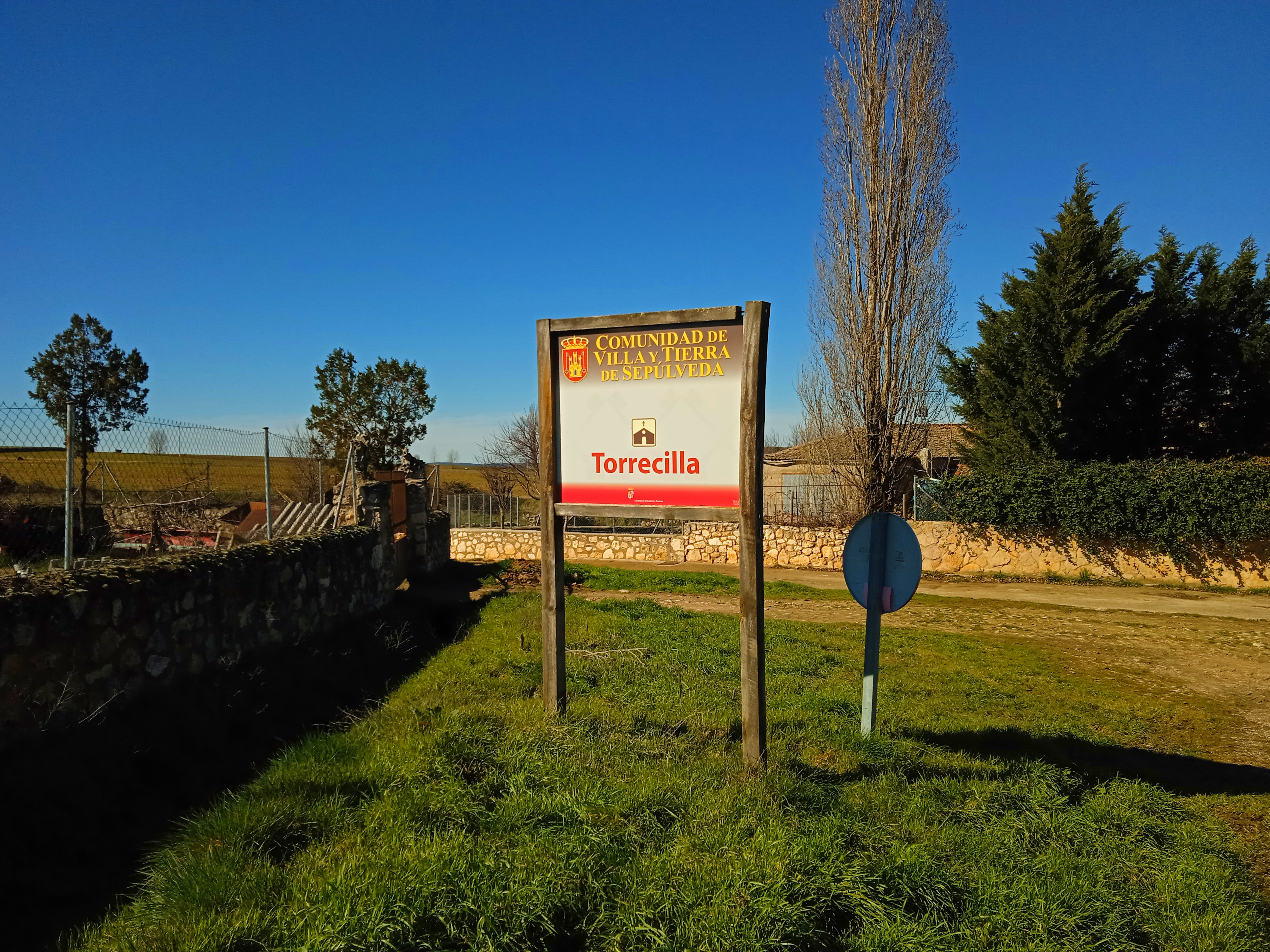
Cartel de la Comunidad de Villa y Tierra de Sepúlveda en Torrecilla del Condado, parte del Ochavo de Prádena

## Comunidad de Villa y Tierra de Sepúlveda
La Comunidad de Villa y Tierra de Sepúlveda se divide en seis ochavos, aunque en un principio fueron ocho. Los ochavos en activo que pertenecen a la Comunidad de Villa y Tierra de Sepúlveda se encuadran dentro de la actual provincia de Segovia. Estos ochavos son:
- Ochavo de Sepúlveda
- Ochavo de Cantalejo
- Ochavo de Prádena
- Ochavo de las Pedrizas y Valdenavares
- Ochavo de la Sierra y Castillejo
- Ochavo de Bercimuel

En el pasado estuvieron también bajo fuerte influencia Maderuelo y Pedraza. Formando además parte del territorio los ochavos de:
- Ochavo de Fresno de Cantespino, hasta su segregación en el siglo XII como Comunidad de Villa y Tierra de Fresno de Cantespino (de la que después se desgranaría también la villa de Riaza).
- Ochavo de Sierra, cuyo territorio está hoy, tras años de disputas, repartido entre las provincias de Guadalajara y Madrid.

## Localidades del ochavo de Prádena
El ochavo de Prádena, parte de las Comunidades Segovianas, está encabezado por la localidad de Prádena y además está constituido por los siguientes pueblos (a los que se suman sus despoblados):
- Prádena (capital)
- Condado de Castilnovo (La Nava, Torrecilla, Valdesaz y Villafranca)
- Casla
- Sigueruelo (recientemente anejado a Santo Tomé del Puerto)
- Santa Marta del Cerro
- Perorrubio (recientemente anejado a Sepúlveda)
- Tanarro (recientemente anejado a Sepúlveda)
- Castroserna de Abajo
- Castroserna de Arriba (recientemente anejado a Pádena)
- Los Cortos (recientemente anejado a Duruelo)
- Valleruela de Sepúlveda
- Ventosilla y Tejadilla (Ventosilla, Tejadilla y Casas Altas)